# Euphyia grandiosa
Euphyia grandiosa är en fjärilsart som beskrevs av George Duryea Hulst 1898. Euphyia grandiosa ingår i släktet Euphyia och familjen mätare. Inga underarter finns listade i Catalogue of Life.